# Joseph H. Connell
Joseph „Joe“ Hurd Connell (* 5. Oktober 1923 in Gari, Indiana; † 1. September 2020 in Goleta, Kalifornien) war ein US-amerikanischer Ökologe und ab 1958 Professor für Zoologie an der University of California, Santa Barbara. Er gilt als einer der Wegbereiter für die experimentelle Ökologie und wurde in einem Nachruf in der Fachzeitschrift Science als „der wohl einflussreichste experimentelle Ökologe seiner Generation“ bezeichnet.

## Leben
Joseph Connell wuchs in der Nähe von Pittsburgh, Pennsylvania auf, wo sein Vater, Joseph A. Connell, verheiratet mit Grace Connery, als Ingenieur in der Stahlindustrie beschäftigt war. 1941, nach dem Angriff auf Pearl Harbor und dem Eintritt der Vereinigten Staaten in den Zweiten Weltkrieg, meldete er sich freiwillig beim United States Army Air Corps, von dem er an die University of Chicago abgeordnet wurde, um dort Meteorologie zu studieren. Danach wurde er auf den Azoren stationiert, von wo aus er von 1943 bis 1945 auf Erkundungsflügen als Wetterbeobachter eingesetzt wurde – ein wichtiges Tätigkeitsfeld auch im Zusammenhang mit der Wettervorhersage für den 5. und 6. Juni 1944 im Ärmelkanal. Im Anschluss an seinen Militärdienst ging er 1946 zurück an die University of Chicago und beendet sein Meteorologie-Studium mit dem Bachelor-Grad. Danach wechselte er an die University of California, Berkeley, wo er 1953 den Master-Grad im Fach Zoologie erwarb. Für seine Dissertation ging er nach Schottland an die University of Glasgow und erwarb dort 1956 bei dem Meeresbiologen Charles Maurice Yonge den Doktor-Grad. Danach ging er zurück in die USA, wo er als Postdoc an der Woods Hole Oceanographic Institution tätig wurde. 1958 wurde er als Assistant Professor an die University of California, Santa Barbara, berufen, wo er bis zu seiner Pensionierung forschte und lehrte.
Joseph Connell hinterließ seine Ehefrau, die Zoologin Margaret Harvey, mit der er seit 1954 verheiratet war. Das Paar hatte vier Kinder.

## Forschungsthemen
Für seine Master-Arbeit untersuchte Connell zwei Jahre lang die Populationsdynamik von Strauchkaninchen. Als Doktorand in Schottland befasste er sich danach vor allem mit Rankenfußkrebsen im felsigen Gezeitenbereich der Insel Great Cumbrae, speziell mit Balanus balanoides und Chthamalus stellatus, zwei Arten der Seepocken. In der Fachzeitschrift Nature hieß es, Connell habe im Verlauf dieser meeresbiologischen Untersuchungen erkannt, dass er seine Vermutungen, welche Einflussgrößen entscheidend dafür sind, wo am Ufer sich eine bestimmte Art ansiedelt, experimentell überprüfen könne, indem er Seepocken und deren Fressfeinde – zum Beispiel Nordische Purpurschnecken – aus dem Habitat entnahm, umsetzte oder hinzufügte; dies seien „klassische Arbeiten“ gewesen, „die andere Ökologen dazu anregten, Verbreitungsmuster zu überdenken und, besonders wichtig, ihre Hypothesen mit kontrollierten Feldexperimenten zu testen.“ Zuvor waren ökologische Freilandstudien überwiegend beschreibend und befassten sich, Nature zufolge, vor allem mit physikalischen Gegebenheiten wie Temperatur und Feuchtigkeit, wenn es darum ging, zu ermitteln, warum Arten in bestimmten Biotopen vorkamen.
Als Hochschullehrer initiierte Connell ab 1962 u. a. Jahrzehnte andauernde ökologische Langzeitstudien an Korallenriffen auf Heron Island im Great Barrier Reef vor der Küste Australiens und im tropischen Regenwald des australischen Bundesstaats Queensland. Erkannt wurden in der Folge beispielsweise dynamische Prozesse in Pflanzen- und Tiergesellschaften, die zuvor als weitgehend gleichbleibend gegolten hatten.
Einer der Befunde seiner Studien im Regenwald wird als Janzen-Connell-Hypothese bezeichnet: Ihr zufolge entwickeln sich Sämlinge unter dem Blätterdach ihres Elternbaumes weniger gut als unter einem anderen Baum. Diese Hypothese wurde 1970/71 unabhängig voneinander von Connell und dem US-amerikanischen Ökologen Daniel Janzen formuliert.
Ebenfalls mit seinem Namen verbunden ist das Connell-Slatyer-Modell der ökologischen Sukzession, das auf eine gemeinsam mit Ralph O. Slatyer publizierte Studie aus dem Jahr 1977 zurückgeht. Darin wurde erörtert, aufgrund welcher Umstände welche Pionierpflanzen auf relativ großen Freiflächen, die durch Umwelteinflüsse wie zum Beispiel Sturmschäden entstanden sind, durch nachfolgende Arten ersetzt werden.

## Ehrungen
- 1962: Guggenheim-Stipendium[10]
- 1963: George Mercer Award[11]
- 1985: Eminent Ecologist Award der Ecological Society of America[11]
- 2002: Mitglied der Australian Academy of Science[12]
- 2005: Mitglied der American Academy of Arts and Sciences[13]
- 2010: Symposion der Ecological Society of America: A Celebration and Exploration of Joseph H. Connell's Conceptual and Empirical Influence, Inspiration, and Legacy in Ecological Research and Education.[14]

## Belege
1. ↑  William W. Murdoch und Wayne P. Sousa: Joseph H. Connell (1923–2020). In: Science. Band 370, Nr. 6515, 2020, S. 410, doi:10.1126/science.abe8992.
2. ↑  Obituary: Joseph Hurd Connell. Auf: independent.com vom 15. September 2020.
3. ↑   Joseph H. Connell: Effects of Competition, Predation by Thais lapillus, and Other Factors on Natural Populations of the Barnacle Balanus balanoides. In: Ecological Monographs. Band 31, Nr. 1, 1961, S. 61–104, doi:10.2307/1950746.
4. ↑  Joseph H. Connell: The influence of interspecific competition and other factors on the distribution of the barnacle Chthamalus stellatus. In: Ecology. Band 42, Nr. 4, 1961, S. 710–723, doi:10.2307/1933500, Volltext (PDF) (Memento vom 27. September 2011 im Internet Archive)
5. ↑  Jane Lubchenco und Wayne P. Sousa: Joseph H. Connell (1923–2020). In: Nature. Band 586, 2020, S. 670, doi:10.1038/d41586-020-02990-2.
6. ↑   Eugene W. Schupp: The Janzen-Connell Model for Tropical Tree Diversity: Population Implications and the Importance of Spatial Scale. In: The American Naturalist. Band 140, Nr. 3, 1992, S. 526–530, doi:10.1086/285426.
7. ↑   Daniel H. Janzen: Herbivores and the Number of Tree Species in Tropical Forests. In: The American Naturalist. Band 104, Nr. 940, 1970, S. 501–528, doi:10.1086/282687.
8. ↑  Joseph H. Connell: On the Role of Natural Enemies in Preventing Competitive Exclusion in Some Marine Animals and in Rain Forest Trees. In: P. J. Den Boer und G. R. Gradwell (Hrsg.): Dynamics of Populations. Centre for Agricultural Publishing and Documentation, Wageningen 1971.
9. ↑  Joseph H. Connell und Ralph O. Slatyer: Mechanisms of Succession in Natural Communities and Their Role in Community Stability and Organization. In: The American Naturalist. Band 111, Nr. 982, 1977, S. 1119–1144, doi:10.1086/283241.
10. ↑  Guggenheim-Stipendium 1962: Organismic Biology & Ecology. (Memento vom 20. September 2012 im Internet Archive)
11. 1 2  Ecological Society of America: awards – Eminent Ecologist: Joseph H. Connell.
12. ↑  Mitglieder der Australian Academy of Science. (Memento vom 16. März 2010 im Internet Archive)
13. ↑  American Academy of Arts and Sciences, 2005: Neue Mitglieder. (Memento vom 20. November 2010 im Internet Archive)
14. ↑  A Celebration and Exploration of Joseph H. Connell's Conceptual and Empirical Influence, Inspiration, and Legacy in Ecological Research and Education. In: Bulletin of the Ecological Society of America. Band 91, Nr. 4, 2010, S. 464–466, jstor.

| Personendaten    | Personendaten                           |
| ---------------- | --------------------------------------- |
| NAME             | Connell, Joseph H.                      |
| ALTERNATIVNAMEN  | Connell, Joseph Hurd; Connell, Joe      |
| KURZBESCHREIBUNG | US-amerikanischer Ökologe               |
| GEBURTSDATUM     | 5. Oktober 1923                         |
| GEBURTSORT       | Gari, Indiana, Vereinigte Staaten       |
| STERBEDATUM      | 1. September 2020                       |
| STERBEORT        | Goleta, Kalifornien, Vereinigte Staaten |